# 竹内優美子
竹内 優美子（たけうち ゆみこ、1983年5月12日 - ）は、日本の元AV女優。2001年頃にデビューした。

## 作品

### アダルトビデオ
特に明記の無いものはDVD。
撮りおろし作品
2001年
- 放課後美少女H ヤンチャ娘 ゆみこCカップ Part.1　（VHS、2月1日、オーロラプロジェクト、AP-041、60min）
- 放課後美少女H ヤンチャ娘 ゆみこCカップ Part.2　（VHS、2月1日、オーロラ・プロジェクト、AP-042、60min）
- 放課後美少女H・ゆみこ2 淫蜜天使　（5月28日、オーロラ・プロジェクト、DVAP-013、70min）
- ときめき女子高生 9　（6月20日、ディープス）
- いたいけな19才 制服蹂躙　（6月22日、シネマジック）
- Little Fairy　（8月1日、フレア）
- 覚醒　（8月1日、フレア）
- 幼淫悪戯　（9月7日、グローリークエスト、GQD-022、90min）
- 放課後美少女H・ゆみこ2 淫蜜天使　（VHS、12月1日、オーロラ・プロジェクト、APX-013、70min）
- みるきぃHiスクール。 #72　（12月4日、みるきぃぷりん♪）
- A Strawberry Season　（12月14日、RAIDEN）オムニバス作品 他出演:田畑百子、桃瀬かなえ

2002年
- お子様ランチ　（1月11日、TMA）
- 月刊 竹内優美子　（1月18日、VIP）
- 甘い♥誘惑 -Sweet Seduction- （1月18日、トキワコーポレーション、STR-007、120min）
- 妹はあまえんぼう　（2月21日、レイディックス）共演:栗田美沙
- 幼妹慰情 ～ろりいた～　（2月22日、GLAY'z）
- 白い性欲　（3月1日、ドグマ）
- ロリータ娘 [優美子] 遂に出演　（3月14日、素人倶楽部）
- 龍蛇の緊縛慕情 2　（3月27日、月光、VHS:RJ-002）
- 少女いたずら 幼少女とふたりきり　（3月28日、タカラ映像）
- 美少女緊縛 秘密のアルバム　（3月29日、イエローボックス）オムニバス作品 他出演:岡野美憂
- 泣き虫っ娘くらぶ みるくパック　（4月12日、ビッグモーカル）オムニバス作品 他出演:桃井望、白石亜美、柳小夜
- みるスポ!　（5月3日、みるきぃぷりん♪）
- 幼淫折檻 1　（5月11日、グローリークエスト）
- バーチャルいじめ学園 竹内優美子ちゃん　（5月20日、ホットエンターテイメント）
- プレゼント　（5月23日、TOKYOパリス）
- 女子校生猥褻美少女 Part.7　（5月28日、月光、VHS:WB-007）オムニバス作品 他出演:藤沢ルイ
- 竹内優美子の変態コスプレランド　（6月14日、メディアバンク）
- BLACK GANG BANG yu-ka×yumiko　（8月8日、アイデアポケット）共演:白鳥ゆうか
- いけない香りの少女 おさない少女ゆみチャン　（8月28日、タカラ映像）
- オマセな妹　（9月7日、エクストリーム）オムニバス作品 他出演:沙原由羽、中里優奈
- 幼女レイプ　（9月27日、ワイルドサイド）
- 家庭教師はエッチなメイドさん　（10月7日、エクストリーム）他出演:愛葉亜希、高野まりえ、沙原由羽、中里優奈、田畑百子
- ヌキッコ!　（10月31日、VIP）オムニバス作品 他出演:澤宮有希、結城杏奈、川村遥、新堂真美、岡野美憂、堤さやか
- 裏・竹内優美子　（11月20日、ミリオン）
- ヤンママはAVアイドル　（12月6日、TMA）オムニバス作品 他出演:坂口華奈、桜井舞、樹若菜、萩原さやか、冴木美麗、姫野優子、森咲双葉
- 痴女っ子クラブ　（12月6日、わんわん丸）オムニバス作品 他出演:上原このみ、椎名楓
- アイドルを斬る! キュートな君を襲いたい　（12月10日、ホットエンターテイメント）オムニバス作品 他出演:笠木忍、酒井里美
- THE アイドルオナニー∞ 自画撮りバージョン　（12月13日、ロイヤル・アート）オムニバス作品 他出演:笠木忍、倉本安奈、酒井里美、清水しずか、早乙女つくし、白川さやか
- サーモグラフィSEX　（12月20日、ダッシュ）共演:酒井里美、田畑百子、武藤さき、臼井利奈

2003年
- 少女淫交白書 H5 chapter1 無垢な少女の帰り道 （4月4日、タカラ映像）オムニバス作品 他出演:中山ゆい、石坂麻希、清水しずか、樹若菜
- おもらし学園 （4月18日、イエローボックス）オムニバス作品 他出演:田畑百子 他
- Hな僕の妹 Vol.9 （7月8日、バーチャルウェーブ）オムニバス作品 他出演:上原このみ
- 放課後美少女H ヤンチャ娘 ゆみこCカップ Part.1&2　（8月22日、オーロラ・プロジェクト、DVCL-03、161min）

2004年
- ときめきロリータ妻 （3月15日、マルクス兄弟）オムニバス作品 他出演:樹若菜、酒井里美、平井まりあ、森咲双葉

2005年
- 淫行コスプレ萌え図鑑 （1月18日、マルクス兄弟）オムニバス作品 他出演:日高ゆりあ、笠木忍、雪野あいか、姫野優香、堤さやか

総集編・再編集作品
2002年
- 癒したいの　（1月25日、ロイヤル・アート）他出演:桃井望、工藤まみ、杉本セリカ、中里優奈
- 即尺若奥さま ウチはいつでも裸エプロンよ SERIES VOL.1　（2月8日、ディープス）他出演:冴木美奈、水原リカ、西野しの、沢口ケイ、津田なお、田辺由香利、如月瑞穂、八木沢梨花、野村裕
- 女優61人! 連続発射図鑑 計100発!　（2月20日、ディープス）
- カリスマ女優 THE BEST PREMIUM COLLECTION 1　（5月24日、メディアバンク）他出演:長瀬愛、桃井望、愛葉亜希、鏡麗子、近藤れいな、宏岡みらい、坂口華奈、桜田佳子、松葉まどか、泉星香、中山ひなの、葉月綾、澤宮有希、朝河蘭
- ROLLY POP　（5月31日、宇宙企画）他出演:酒井里美、笠木忍、高野まりえ、雪野あいか、岡崎あい、双葉このみ
- 子供じゃないの　（6月28日、ロイヤル・アート）
- ANGEL FILE 12 次世代を担う注目のカリスマアイドル編　（6月28日、ミリオン）他出演:広瀬奈央美、樹若菜、酒井里美、早乙女つくし、愛葉亜希、朝河蘭、岡崎あい、近藤れいな、山口絵梨、和見あい、三月あん
- ちびっ娘ツインズ 竹内由美子&酒井里美　（6月28日、ビッグモーカル）他出演:酒井里美
- 女優61人! 連続発射図鑑 計100発! 2　（7月19日、ディープス）
- BEST HIT COLOSSEUM MAGIC 1　（7月19日、コロシアム）他出演:笠木忍、樹若菜、秋本優奈、倉本安奈 他
- グレイズマガジン 汁まみれのヴィーナス数百人　（7月25日、GLAY'z）
- the Count Down DVD 裏アイドル BEST20 2　（7月26日、ビッグモーカル）
- 幼淫悪戯 総集編 Part1　（8月2日、グローリークエスト）他出演:酒井里美、岡崎あい
- ロリっ娘美少女改造計画総集編1 ～6人のロリっ娘達の体験～ （9月27日、タカラ映像）他出演:堤さやか、手塚美紗、樹若菜、日向ひかる、松雪あや
- 10人のときめき女子高生たち 2時間スペシャル　（10月5日、ディープス、DVDPS-184、120min）他出演:長瀬愛、うさみ恭香、紺野沙織、若山翔子、星川未来、滝沢エミ、中島志穂、野村裕 他
- 大絶頂いたぶり4時間DX　（10月11日、デジタルバンク）他出演:堤さやか 他
- ロリっ娘美少女改造計画総集編4 ～美しく舞う6人のロリっ娘達～ （10月11日、タカラ映像）他出演:堤さやか、岡野美憂、三月あん、樹若菜、岬じゅん
- ロリっ娘美少女改造計画総集編5 ～6人のロリッ娘達の私的猥褻映像 「私服編」～ （10月25日、タカラ映像）他出演:酒井里美、笠木忍、清水しずか、桃井望、岬じゅん
- 24人のカリスマアイドル （11月20日、ミリオン）他出演:朝河蘭、うさみ恭香、愛葉亜希、岡崎あい、近藤れいな、栗田美沙、広瀬奈央美、菜倉歩美、三月あん、山口絵梨、堤さやか、長瀬愛、酒井里美、樹若菜、泉星香、早乙女つくし、中山ひなの、長島歩実、萩原さやか、澤宮有希、和見あい 他
- 保存版 変態コスプレランド大全集　（11月22日、メディアバンク）他出演:岡野美憂、可憐、結城杏奈、新堂真美、川村遥、堤さやか、澤宮有希
- DOGMA ANTHOLOGY 1.5TH ANNIVERSARY VOL.2　（12月6日、ドグマ）

2003年
- 幼淫折檻 総集編 PART.1　（2月7日、グローリークエスト）他出演:田畑百子、双葉このみ、清水しずか
- いじめ 4時間　（2月13日、TMA）他出演:岡崎あい、双葉このみ、田畑百子
- GLAY'z アイドル4時間SPECIAL　（2月20日、GLAY'z）
- ゴーマン　（4月11日、メディアバンク）他出演:堤さやか、岡野美憂、可憐、結城杏奈、新堂真美、川村遥、澤宮有希
- 素人倶楽部オムニ ロリータAVスペシャル　（4月22日、素人倶楽部）他出演:桃井望、笠木忍、広末奈緒、新堂真美、倉本安奈、白石ちか
- Best Actress 120　（6月15日、APA）
- 龍蛇の緊縛慕情 総集編 1　（7月3日、月光）他出演:堤さやか、笠木忍、上村志保
- いもあま -妹はあまえんぼう 番外編-　（10月10日、レイデックス、MBD-052、90min）共演:栗田美沙　他出演:星月奈菜、笠木忍、松山美香
- BLACK GANG BANG REMIXED DX Vol.01　（12月8日、アイデアポケット）共演:白鳥ゆうか 他出演:五十嵐ゆうか、高尾まき、樹若菜、由月理帆、高嶋茜、朱理香

2008年
- 究極フェイクロリコレクション477（8/13、オーロラ・プロジェクト、APAO-002、477min）他出演:高木逸美、中橋みずほ、杉田純、松永杏子

　他多数出演